# Classe Sa'ar 2
Le motocannoniere missilistiche Classe Sa'ar 2 (ebraico: סער, italiano: tempesta) sono una prima evoluzione delle Sa'ar I Mivtach costruite in Francia dai Chantiers de Normandie di Cherbourg su progetto tedesco dei cantieri Lürssen per la Marina militare israeliana.
Le Sa'ar 2 sono state le prime motovedette missilistiche israeliane ad essere armate di missili antinave Gabriel. Le unità avevano lo scafo in acciaio e la sovrastruttura in lega leggera.
Le unità erano equipaggiate con motori Maybach sovralimentati, che erogavano in totale 13600 CV, consentendo alle unità di raggiungere velocità di oltre 40 nodi.
L'armamento era costituito da uno o due cannoni da 40/70 e da cinque o otto missili Gabriel. Nella configurazione a otto missili veniva mantenuto solo il cannone prodiero, con due lanciamissili singoli posti ai lati del cannone prodiero e due lanciamissili tripli che prendevano il posto degli altri due cannoni da 40/70, mentre nella versione a cinque missili veniva eliminato solo uno dei due cannoni con il lanciamissili triplo che prendeva il posto di uno dei due cannoni da 40mm a poppavia della sovrastruttura. le motovedette "Eilat" (321) e "Haifa" (322) vennero allestite con otto missili, mentre la "Aco" (323) venne allestita con cinque missili.
L'elettronica era costituita da radar di navigazione e ricerca Thomsom C5f Nettuno, radar di tiro Selenia Orion di produzione italiana, sonar a scafo Elak e una suite di guerra elettronica per jamming e lancio di lanciachaff e decoys.

## Servizio
Nel primo periodo della loro vita operativa queste unità sono state destinate ad attività addestrative alla lotta antimissile, dopo l'affondamento del cacciatorpediniere Eilat ad opera di motovedette lanciamissili egiziane, avvenuto al largo di Porto Said il pomeriggio del 21 ottobre 1967 alcuni mesi dopo la guerra dei sei giorni.
Nel 1973 le unità di questa classe hanno preso parte alla guerra del Kippur ed una nave della classe la motovedetta "Eilat", così chiamata in onore del cacciatorpediniere affondato sei anni prima, prese parte tra l'8 e il 9 ottobre alla Battaglia di Damietta, in cui le unità israeliane affondarono tre motocannoniere lanciamissili egiziane della classe Osa.
Le unità della classe hanno poi preso parte nel 1982 anche all'intervento in Libano.

## Unità
Le unità del tipo "Sa'ar 2" furono tre, entrate in servizio nel 1969:
- INS Eilat (321)
- INS Haifa (322)
- INS Akkô (323)

Unità Sa'ar 1 ammodernate agli standard Sa'ar 2
Le tre unità della classe "Mivtach" nel corso degli anni settanta hanno ricevuto lo stesso armamento delle Sa'ar II:
- INS Mivtach (311)
- INS Miznah (312)
- INS Misgav (313)

Tutte le unità sono state ritirate dal servizio.

## Ammodernamenti
Le unità vennero modificate nell'armamento rispetto alla configurazione originale. La "Akkô" (323) ebbe l'armamento integrato con quattro tubi lanciasiluri da 324mm per siluri leggeri Mk 44 e successivamente Mk 46 e venne equipaggiata con un nuovo sonar a profondità variabile EDO780 in sostituzione del precedente sonar Elak a scafo; per far posto ai nuovi sistemi è stato necessario rimuovere il cannone da 40/70 poppiero. Tale modifica è stata apportata sulla capoclasse del tipo "Sa'ar I". Sulle altre due unità venne invece eliminato il lanciatore triplo dei missili Gabriel posto immediatamente dietro la sovrastruttura e sostituito da uno o due lanciamissili binati per missili Harpoon.

## Modelli successivi
- Sa'ar 3
- Sa'ar 4
- Sa'ar 4.5
- Sa'ar 5